# Splachnaceae
Die Splachnaceae sind eine Familie der Laubmoose.

## Merkmale
Diese Moose besiedeln Humus, Dung oder vermodernde Tierleichen. Sie bilden dichte oder lockere, hellgrüne oder gelbgrüne, unten oft rhizoidfilzige Rasen. Die aufrechten Stämmchen sind einfach oder verzweigt. Im Querschnitt weisen sie einen Zentralstrang auf. Die Blätter sind oft weich und schlaff und breit lanzettlich bis spatelförmig, die Ränder ganzrandig bis gesägt und gesäumt oder ungesäumt. Die einfache Blattrippe endet vor oder in der Blattspitze. Die Blattzellen sind rechteckig bis sechseckig oder rhombisch, dünnwandig und glatt. Die Seta ist kurz oder lang, gerade oder gekrümmt, die Kapsel aufrecht und symmetrisch, die Urne eiförmig bis kurz zylindrisch, der Kapselhals deutlich abgesetzt und bei der Sporenreife oft auffallend gefärbt. Das Peristom aus 8, 16 oder 32 Zähnen ist einfach oder doppelt. Der Kapseldeckel ist kegelförmig, die Haube (Kalyptra) kapuzen- oder mützenförmig.

## Systematik
Nach Frey, Fischer und Stech wird die Familie in 2 Unterfamilien, 6 Gattungen und 72 Arten gegliedert:
- Unterfamilie Splachnoideae
  - Gattung Aplodon, 1 Art Aplodon wormskjoldii
  - Gattung Schirmmoose (Splachnum), 11 Arten
  - Gattung Vierzackmoose (Tetraplodon), 9 Arten
  - Gattung Voitia, 2 Arten
- Unterfamilie Taylorioideae
  - Gattung Moseniella, 2 Arten in Brasilien
  - Gattung Halsmoose (Tayloria), 47 Arten